# Ahmed Hachani
Ahmed Hachani (tiếng Ả Rập: أحمد الحشاني; sinh ngày 4 tháng 10 năm 1956) là chính khách người Tunisia. Hiện tại, ông đang giữ chức vụ làm Thủ tướng Tunisia kể từ ngày 1 tháng 8 năm 2023.